# 安正
安正（やすまさ、波平 安正（なみのひら やすまさ）、生没年不詳）は江戸時代元禄期・薩摩の刀工。本名：橋口兵右衛門。
波平57代・大和守安行の次男。分家して谷山・堀に住し「堀の波平」の祖となった。
息子に安元、安広、孫に安明がいる。
享保年間に徳川吉宗の命で行われた諸国鍛冶調べに対する薩摩藩からの報告で波平系として本家の安国と並んで挙げられている。
作風は直刃、湾れ、沸出来。業物。